# Immortelle tendresse
Immortelle tendresse, op. 88, est une œuvre de la compositrice Mel Bonis, datant de 1910.

## Composition
Mel Bonis compose son Immortelle tendresse pour baryton ou mezzo-soprano et piano. L'œuvre est datée de 1910. Elle est ensuite publiée la même année par les éditions Demets puis rééditée en 2006 et 2014 par les éditions Armiane.

## Analyse
Mélodie romantique, sur un poème d'André Godard.

## Discographie
Mel Bonis, l'œuvre vocale: 23 mélodies. Brigitte Balleys, mezzo soprano et Valérie Gabail, soprano, Eric Cerentola, piano. Doron musique, Suisse

## Sources
- Étienne Jardin, Mel Bonis (1858-1937) : parcours d'une compositrice de la Belle Époque, 2020 (ISBN 978-2-330-13313-9 et 2-330-13313-8, OCLC 1153996478, lire en ligne)